# Arvid Sohlman

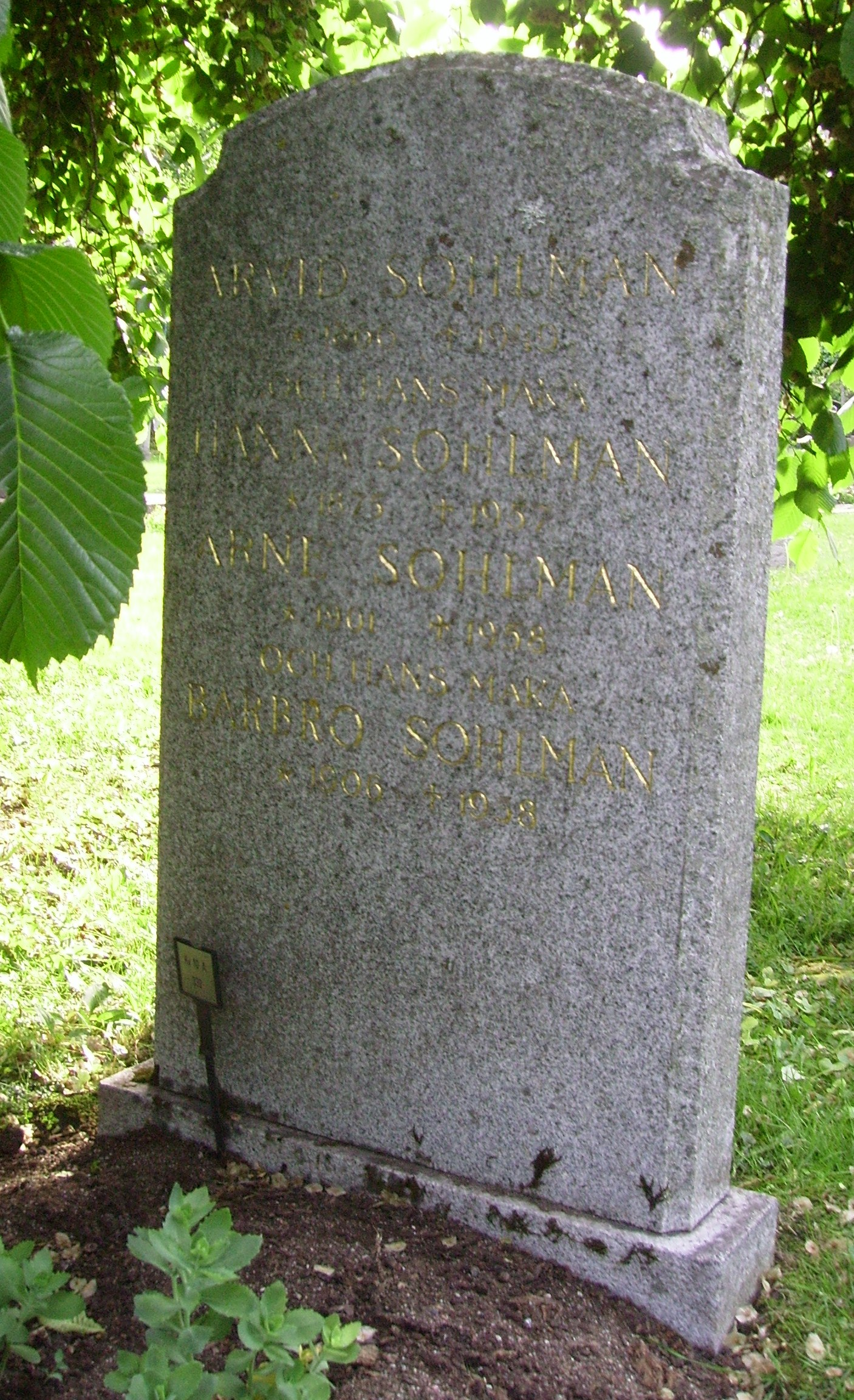
Arvid Sohlmans gravvård på Norra begravningsplatsen i Solna kommun.

Arvid Sohlman, född 20 september 1866 i Stockholm, död 18 september 1949 i Stockholm, var en svensk bokförläggare.
Arvid Sohlman var son till August Sohlman och bror till Signe Sohlman, Harald Sohlman, Nanna Bendixson och Ragnar Sohlman. Han var elev vid Beskowska skolan och avlade mogenhetsexamen 1884 vid Högre allmänna läroverket i Uppsala. År 1885 blev han bokhållare vid Nitroglycerin AB, men övergick 1892 till att bli kamrer på Aftonbladet. Han avancerade och blev ekonomidirektör och ledamot av styrelsen för Aftonbladet. Mellan 1922 och 1930 var han VD och styrelseordförande där. Åren 1916–1942 var han även VD i AB Familjeboken. Åren 1923–1937 ledde han utgivningen av Nordisk Familjeboks tredje upplaga. Arvid Sohlman och hans bokförlag stod även bakom den första upplagan av Sohlmans musiklexikon. 
Inom Sveriges presshistoria gjorde Arvid Sohlman två stora insatser. På 1890-talet initierade han tryckandet av arkivexemplaren av svenska tidningar på träfritt papper. Han började även använda löpsedeln regelbundet för att öka försäljningen. 
Han är begravd på Norra begravningsplatsen i Solna kommun.